# Maybe (Forse)
Pour les articles homonymes, voir Maybe.
Chansons représentant Saint-Marin au Concours Eurovision de la chanson
Crisalide (Vola)
(2013) Chain of Lights
(2015)
Maybe (Forse) est une chanson de Valentina Monetta ; elle représente son pays Saint-Marin pour la troisième fois consécutive. Elle est annoncée comme représentante de son pays le 19 juin 2013, la chanson, elle, est présentée le 14 mars 2014.

## Sélection de la représentante de Saint-Marin en 2014
Valentina Monetta est annoncée le 19 juin 2013 par le diffuseur officiel du pays, San Marino RTV. Elle représente son pays pour la troisième fois consécutive avec en 2014, une chanson entièrement en anglais qui est donc Maybe (Forse).
La chanson quant à elle, est présentée le 14 mars 2014.
La chanteuse n'est pas la seule connue du Concours Eurovision de la chanson, car c'est également la troisième année de suite que l'auteur de la chanson de Saint-Marin n'est autre que Mauro Balestri et le compositeur Ralph Siegel.

## Prestation à l'Eurovision 2014
La chanson Maybe (Forse) concourt donc en première demi-finale du Concours Eurovision de la Chanson le 6 mai 2014.
Avec un score de 40 points et une dixième place, elle est qualifiée pour la finale du Concours Eurovision de la chanson 2014, c'est la première fois que le pays parvient à se qualifier pour la finale du Concours Eurovision de la Chanson.
On retrouve alors Valentina Monetta pour Saint-Marin avec la chanson Maybe (Forse) le 10 mai 2014, soir de la grande finale.
Elle termine à la 24e place avec 14 points mais aura quand même gagnée la première qualification de son pays Saint-Marin, à la finale du Concours Eurovision de la chanson.